# Typologie économique et sociale des pays du monde
Il existe plusieurs typologies des pays du monde en fonction de leur place dans l'économie mondiale et la mondialisation.
Dans le monde, nous pouvons trouver des pays développés ainsi que des pays en développement.

## Des critères variables
| - 0,950 et + - 0,920–0,949 - 0,900–0,919 - 0,800–0,899 | - 0,750–0,799 - 0,700–0,749 - 0,650–0,699 - 0,600–0,649 - 0,550–0,599 - 0,500–0,549 | - 0,450–0,499 - 0,400–0,449 - 0,350–0,399 - moins de 0,350 - non disponibles |

IDH des différents États membres de l'ONU — rapport du PNUD, 2022-2024.

Pour classer les différents pays, il faut commencer par définir des critères de différenciation et de hiérarchisation éventuelle.
- On peut considérer la puissance économique nationale mesurée par des indicateurs comme le produit intérieur brut (PIB).
- On peut se fonder sur le niveau de vie (PIB par habitant) ou de développement humain (Indice de développement humain ou IDH).
- On peut examiner la nature et le degré d'insertion des États ou des économies dans la mondialisation.
- On peut mesurer l'inégalité de la répartition d'une variable dans la population, par exemple des revenus, des richesses, ou du patrimoine. Le coefficient de Gini, ou indice de Gini, est une mesure statistique permettant de rendre compte de la répartition de la  variable retenue au sein d'une population[1].
- On peut classer les pays selon le niveau de corruption, comme le fait annuellement l'organisation Transparency International, obtenant, en consultant des experts, un indice de 0 à 100 par pays[2].
- etc.

## Des dénominations concurrentes
- Pays à hauts revenus, selon le FMI

- Pays en développement ne faisant pas partie des pays les moins avancés ou des nouveaux pays industrialisés

Pays à hauts revenus, selon le FMI

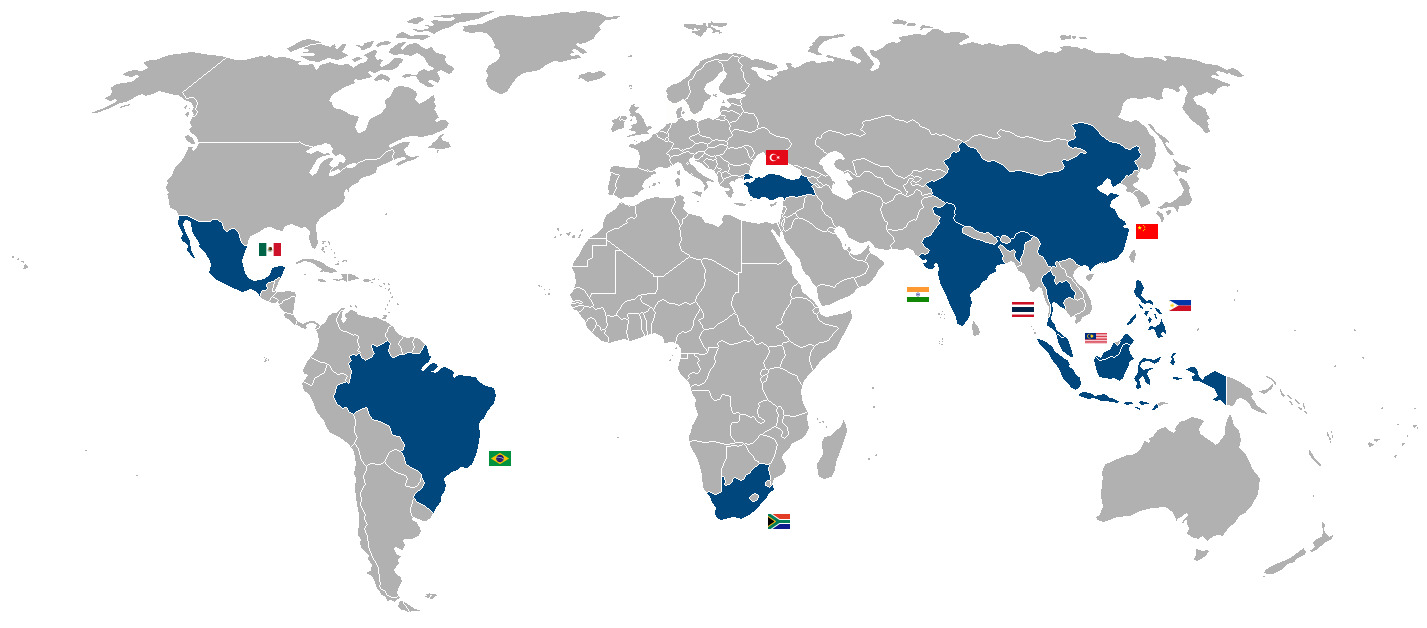
Nouveaux pays industrialisés (NPI)

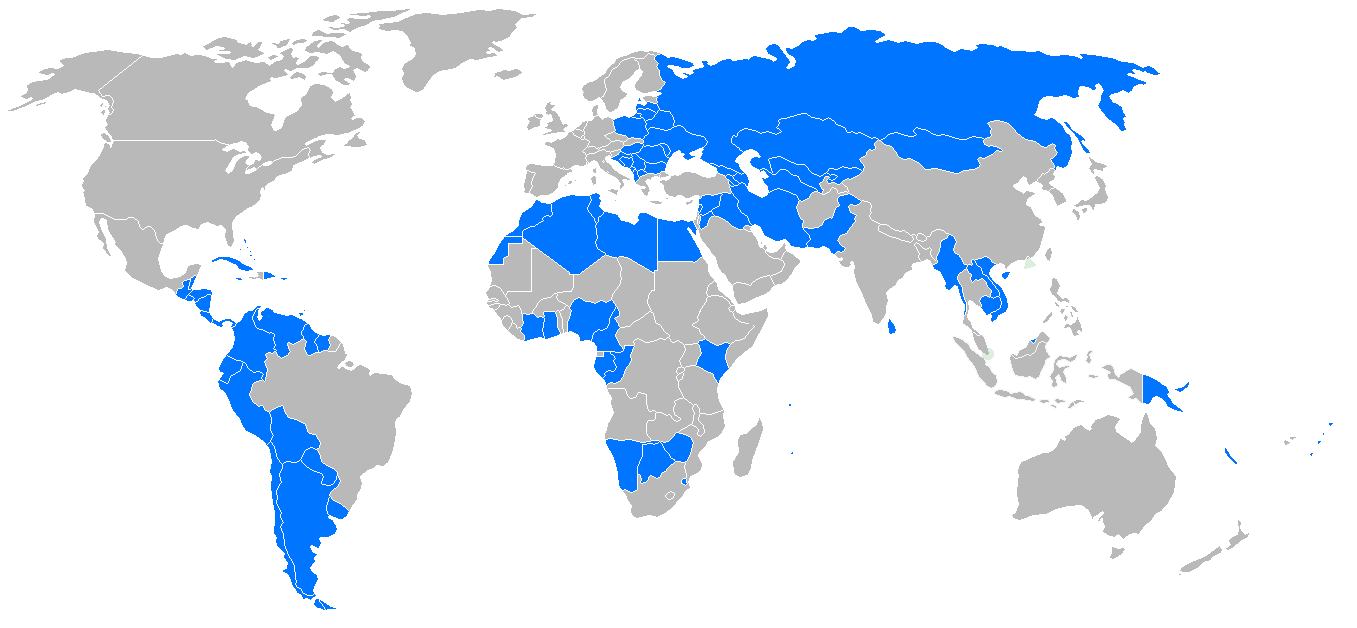
Pays en développement ne faisant pas partie des pays les moins avancés ou des nouveaux pays industrialisés

Pays les moins avancés (PMA)

La typologie la plus courante distingue des pays développés et des pays en développement.
- Les pays développés présentent en général un IDH supérieur à 0,8 et réunissent plusieurs types de pays : les « pays développés à économie de marché » (PDEM) de la deuxième moitié du XXe siècle (principalement États-Unis, pays d'Europe occidentale et Japon), et les anciens « nouveaux pays industrialisés » d'Asie - Corée du Sud, République de Chine (Taïwan), Singapour... Les anciens pays communistes d'Europe orientale (Russie, Ukraine, Pologne...) sont tantôt classés comme développés, tantôt considérés comme émergents (on utilise également, à leur sujet, le concept d'économie en transition).
- Les pays émergents (BRICS) , Le Brésil, La Russie, l'Inde, la Chine, et l'Afrique du Sud[réf. nécessaire]
- Les pays en développement présentent, en général, un IDH inférieur à 0,8 et réunissent plusieurs types de pays : de nouveaux pays industrialisés et des pays émergents (République populaire de Chine, Brésil, Inde, Mexique...), des pays exportateurs d'hydrocarbures (Arabie saoudite, Qatar...), des pays en situation intermédiaire (les pays d'Afrique du Nord), les pays les moins avancés (des pays d'Afrique subsaharienne en majorité). Une trentaine de pays en développement présentent désormais un IDH supérieur à 0,8. Les expressions « Tiers Monde », « pays sous-développés » ou « pays en voie de développement » désignent le même ensemble, mais ne sont plus beaucoup utilisées[3].

On peut de la même façon opposer des pays du « Nord » et des pays du « Sud » (certains écrivent « Nords » et « Suds »).
- Les pays du « Nord » et les pays du « Sud » ne sont pas séparés par l'équateur et ne correspondent pas à chacun des deux hémisphères : les pays du « Sud » appartiennent en majorité à l'hémisphère Nord (Inde, les pays d'Amérique centrale, les pays d'Afrique sahélienne, les pays de la péninsule indochinoise...) et certains pays du « Nord » se situent dans l'hémisphère Sud (l'Australie, la Nouvelle-Zélande). Ils ne sont pas non plus séparés par un seul et même parallèle[4].
- Les deux expressions sont des métonymies, fondées sur des localisations relatives, qui désignent respectivement : les pays développés, les pays en développement.

L'expression Tiers Monde est tombée en désuétude, sauf en Histoire.
- Elle est utilisée en 1952, pour la première fois, par le démographe Alfred Sauvy[5] : « ce Tiers Monde ignoré, exploité, méprisé comme le Tiers état, veut, lui aussi, être quelque chose ». Elle désigne, comme l'écrit Alfred Sauvy « l’ensemble de ceux que l’on appelle, en style Nations unies, les pays sous-développés. »
- Le Tiers Monde se distingue alors des deux blocs - Occident et Bloc de l'Est - et affirme son unité lors de la Conférence de Bandung en 1955.
- La notion devient moins pertinente dans le dernier quart du XXe siècle en raison de « l'éclatement du Tiers Monde », de sa différenciation interne, et de la fin de la Guerre froide qui supprime l'opposition entre les deux premiers mondes.

Le modèle centre/périphérie est couramment utilisé en géographie. On peut ainsi construire une typologie des États dans la mondialisation.
- Les trois pôles de la « Triade » (principalement États-Unis, Union européenne et Japon) constituent le centre.
- On distingue plusieurs types de périphéries : des périphéries intégrées autonomes (des puissances régionales comme la République populaire de Chine, la Russie ou le Brésil, de nouveaux pays développés comme Singapour ou la Corée du Sud), des périphéries intégrées dominées (des pays ateliers ou des pays principalement exportateurs de produits bruts), des périphéries délaissées (les PMA).

## Des typologies qui évoluent
Les typologies proposées ne sont pas intangibles.
- La liste des PMA, établie par la CNUCED, est régulièrement révisée. Elle comprenait 25 pays lors de la création du groupe en 1971. Elle réunit aujourd'hui 48 pays dont 32 en Afrique.
- La Corée du Sud appartenait au Tiers Monde dans les années 1950. Elle est aujourd'hui classée parmi les pays du « Nord » (son IDH est supérieur à 0,9).
- Le PIB par habitant de l'Argentine était supérieur à celui de l'Italie en 1950. Il est nettement inférieur au début du XXIe siècle.
- La distinction PDEM (pays développés à économie de marché) — pays à économie planifiée n'est plus utilisée depuis la disparition de l'URSS.
- Une trentaine de pays du « Sud » présentent désormais un IDH supérieur à 0,8.